# Okeechobee County
Okeechobee County är ett administrativt område i delstaten Florida, USA, med 38 988 invånare. Den administrativa huvudorten (county seat) är Okeechobee. 

## Geografi
Enligt United States Census Bureau har countyt en total area på 2 309 km². 2 004 km² av den arean är land och 305 km² är vatten.

### Angränsande countyn
- Indian River County, Florida - nordöst
- Martin County, Florida - öst
- St. Lucie County, Florida - öst
- Palm Beach County, Florida - sydhöst
- Glades County, Florida - sydväst
- Hendry County, Florida - sydväst
- Highlands County, Florida - väst
- Polk County, Florida - nordväst
- Osceola County, Florida - nordväst